# Theridion sertatum
Theridion sertatum là một loài nhện trong họ Theridiidae.
Loài này thuộc chi Theridion. Theridion sertatum được Eugène Simon miêu tả năm 1909.